# ميكي اينو
ميكي اينو (باليابانية: 井上美紀 ) (و. 1967 – م) هي ممثل أداء صوتي ياباني، من اليابان، ولدت في واكاياما.

## روابط خارجية
- ميكي اينو على موقع IMDb (الإنجليزية)
- ميكي اينو على موقع ميوزك برينز (الإنجليزية)
- ميكي اينو على موقع قاعدة بيانات الفيلم (الإنجليزية)
- ميكي اينو على موقع ANN person (الإنجليزية)